# Vilém Kurz
Vilém Kurz   (Havlíčkův Brod, 23 de desembre de 1872 - Praga, 25 de maig de 1945) va ser un pianista i pedagog de música txec.
Vilém Kurz va rebre classes de piano de 1884 a 1886 de Julius Höger i de 1886 a 1898 de Jakub Virgil Holfeld. A més, va estudiar de 1887 a 1888 la teoria i l'orgue a l'Escola d'orgue de Praga i va aprovar el 1892 el seu examen musical al Conservatori de Praga. En els anys següents, gires de concerts com a solista i company de música de cambra el van portar a Viena i Berlín. De 1898 a 1919 va exercir de professor de piano a Lviv, de 1919 a 1920 a Brno, en aquesta última ciutat entre els seus alumnes tingué el malaguanyat Rafael Schächter. Des de 1920, Kurz era professor de piano al Conservatori de Praga (fins a 1928 a l'oficina de camp de Brno, després fins a 1940 a Praga). 1936/37 i 1938/39 també va ser rector del Conservatori de Praga.
En resum, les classes de piano al seu país d'origen van tenir una influència duradora a través del seu treball l'ensenyament del piano. Entre els seus alumnes s'inclouen amb la seva filla Ilona Stepanova-Kurzova el marit Václav Stepan i el seu net Pavel Stepan entre d'altres Rudolf Firkušný, Drahomír Prenen, Ilja Hurnik, Eduard Steuermann, Stefania Turkewich, Břetislav Bakala, Stanislav Heller, Frantisek Maxian, Gideon Klein, Matusja Blum, Rafael Schachter i Miloslav Kabeláč.
A més, Vilém Kurz era editor d'obres de piano; Entre altres coses, va crear una revisió sovint usada, però no controvertida, de la part de piano del Concert per a piano a G menor, d'Antonín Dvořák.
El seu cosí Louis Lejeune era un pintor alemany